# Pseudostellaria longipedicellata
Pseudostellaria longipedicellata är en nejlikväxtart som beskrevs av S.Lee, K.I.Heo och S.C.Kim. Pseudostellaria longipedicellata ingår i släktet Pseudostellaria och familjen nejlikväxter. Inga underarter finns listade i Catalogue of Life.